# Patrick Hoban
Pour les articles homonymes, voir Hoban.
Patrick Hoban, né le 28 juillet 1991 à Loughrea en Irlande est un footballeur irlandais. Il est champion d'Irlande et meilleur buteur du championnat en 2014 et 2018 avec le Dundalk FC.

## Biographie
Patrick Hoban joue avec des équipes de niveau régional comme Lakeside Celtic, Ballinakill United et Ballinasloe Town avant d'être remarqué et recruté par le Mervue United FC, un club de l'agglomération de Galway. Il participe à la montée en First Division à la suite de la victoire sur Kildare County au terme des play-off de la saison 2008 de A Championship. Mervue s'impose alors sur le score additionné de 5 buts à deux. En novembre 2010, après deux saisons en deuxième division irlandaise, Hoban signe chez les Anglais de Bristol City. Son passage à Bristol n'est pas concluant et il retourne en fin de saison à Mervue. Deux saisons plus tard, il signe avec le Dundalk FC qui est alors en pleine restructuration sous les ordres de Stephen Kenny. Dès la première saison, Dundalk se hisse à la deuxième place du championnat. Hoban marque 14 buts et se classe, derrière Rory Patterson, à la deuxième place du classement des buteurs. En 2014, Dundalk s'empare du titre de champion d'Irlande. Hoban participe fortement à cette victoire en marquant 20 buts. Il devient par là même le meilleur buteur du championnat à égalité avec Christy Fagan, le joueur de St. Patrick's Athletic.
Patrick Hoban, fort de ce titre, tente alors une deuxième expérience en Angleterre. Cette fois-ci, c'est Oxford United qui évolue alors en League Two qui le recrute. Hoban marque trois buts en 43 apparitions (dont 26 fois comme remplaçant) sous les couleurs d'Oxford. Il est prêté un mois au Stevenage FC en février 2016. Au terme de ce premier prêt, il est envoyé à Grimsby Town qui évolue en National League, la cinquième division anglaise, et y joue jusqu'à la fin de la saison.
Hoban participe à la victoire en finale des play-off  de la National League 2016 qui propulse Grimsby dans le championnat anglais de quatrième division, après six années d'absence.
Non conservé par Grimsby, Patrick Hoban s'engage en juin 2016 avec Mansfield Town

## Palmarès
avec Dundalk
- Championnat d'Irlande
  - Champion en 2014, 2018 et 2019.
- Coupe d'Irlande
  - Vainqueur en 2018

- Meilleur buteur du championnat d'Irlande
  - en 2014 avec 20 buts
  - en 2018 avec 29 buts
  - en 2020 avec 10 buts (championnat réduit à 18 matchs)
  - en 2024 avec 14 buts